# Saskia Bruines
S. (Saskia) Bruines (Aalsmeer, 3 juni 1962) is een Nederlandse sociaal geograaf, bestuurster en D66-politica. Sinds 16 februari 2017 is zij wethouder van Den Haag. Eerder was zij wethouder van Leidschendam-Voorburg (2012-2017) en Amsterdam (1999-2002).

## Biografie
Bruines ging van 1975 tot 1980 naar het Christelijk Atheneum Adriaen Pauw in Heemstede. Van 1980 tot 1981 studeerde zij aan de Vrije Hogeschool in Driebergen. Van 1981 tot 1988 studeerde zij sociale geografie met een specialisatie in historische geografie aan de Universiteit van Amsterdam. Van 1989 tot 1995 was zij werkzaam als historisch onderzoeker bij het Hoogheemraadschap Hollands Noorderkwartier en publiceerde het boek Binnewaeters Gewelt, 450 jaar boezembeheer in Hollands Noorderkwartier (ISBN 9789071123276).
Bruines was vanaf 1990 werkzaam als bestuursadviseur van de wethouder onderwijs en cultuur bij de gemeente Amsterdam. Van 1998 tot 2001 was zij lid van het algemeen bestuur van Hoogheemraadschap Amstel, Gooi en Vecht en van 1998 tot 2006 lid van de gemeenteraad van Amsterdam. Van 1999 tot 2002 was zij wethouder van Amsterdam met in haar portefeuille Kunst en Cultuur, ICT, Lokale Media, Openbare Ruimte en Milieu, Taxibeleid, Onderwijs, Financiën en Binnenstad. Daarna was zij onder andere kwartiermaker van het Theater Culturalis in Den Haag en directeur van Kunstencentrum De Hint in Uithoorn.
Bruines was van 2012 tot 2017 wethouder van Leidschendam-Voorburg met in haar portefeuille Onderwijs, Jeugdhulp, Ruimtelijke ontwikkeling, Economie en dienstverlening. Sinds 16 februari 2017 is zij wethouder van Den Haag. Tot 19 december 2019 had zij in haar portefeuille Onderwijs, Kenniseconomie, Internationaal en stadsdeel Haagse Hout. Sindsdien had zij in haar portefeuille Economie, Internationaal, Dienstverlening en stadsdeel Haagse Hout en was zij de 2e locoburgemeester. Sinds 27 september 2022 heeft zij Financiën, Cultuur en Economie en stadsdeel Haagse Hout in haar portefeuille.
Bruines is getrouwd en heeft een dochter.